# Аббас, Мансур
Мансур Аббас (араб. منصور عباس‎, ивр. מַנְסוּר עַבַּאס‎, род. 22 апреля 1974[…], Магар (Израиль), Израиль) — арабский израильский политик, член кнессета, лидер партии РААМ (список арабского единства).
Заместитель председателя южного крыла Исламского Движения, председатель особой комиссии по искоренению преступности в арабском секторе. Член лобби за ликвидацию социального неравенства в арабских поселениях.
По профессии — стоматолог.

## Должности в правительстве
Состоял членом финансовой комиссии (Кнессет 21, 22 и 23),
распорядительной комиссии, специальной комиссии по обсуждению законопроекта о роспуске Кнессета 21-го созыва, комиссии по делам Кнессета (Кнессет 22-го созыва).
Председатель специальной комиссии по борьбе с преступностью в арабском секторе, член комиссии по борьбе с наркоманией и алкоголизмом, исполняющий обязанности в финансовой комиссии.
Аббас поддерживает «традиционные семейные ценности», и считает, что страна должна финансово помогать проводить репаративную терапию, включая несовершеннолетних, противник проведения гей-парадов.
Поддерживает законодательное упорядочивание полигамии.